# Horyszów
Horyszów (dawniej Horyszów Ruski) – wieś w Polsce położona w województwie lubelskim, w powiecie zamojskim, w gminie Miączyn. Przez miejscowość przebiega droga krajowa nr  .
W latach 1954–1961 wieś należała i była siedzibą władz gromady Horyszów, po jej zniesieniu należała do gromady Hostynne. W latach 1975–1998 miejscowość administracyjnie należała do ówczesnego województwa zamojskiego.
Wieś jest sołectwem w gminie Miączyn. Według Narodowego Spisu Powszechnego Ludności i Mieszkań z roku 2011 wieś miała 500 mieszkańców.
Horyszów jest siedzibą rzymskokatolickiej parafii pod wezwaniem Przemienienia Pańskiego.